# 圓拱星團
圓拱星團（Arches Cluster）是銀河系中已知密度最高的星團，位於人馬座，與銀河系的中心大約只有100光年的距離。
由於這個區域的塵埃在光學的波段上有極為嚴重的消光，這個星團在視線上是被遮蔽的，只能利用X射線、紅外線和無線電的波段來觀察。
這個星團的半徑大約是1光年，擁有150顆或更多的年輕與非常高溫，比我們的太陽重且大許多倍的恆星。這樣的恆星僅需要幾百萬年就會耗盡它們的氫燃料，因此都具有非常明亮的光度。
這個星團也有因為恆星高速向外吹送的恆星風互相撞擊產生的震波形成的高溫氣體。
這個星團和五胞胎星團，同樣在這個區域的另一個大質量的年輕星團，估計的年齡在200萬至400萬年之間。
這個星團中質量最大的恆星估計已經成為超新星，形成中子星或是黑洞，或著被已知隱藏在銀心的黑洞以潮汐力扯開了。

## 研究
紐約羅徹斯特的罗彻斯特理工学院天文學家唐納德·非格的研究認為在現今宇宙內的恆星質量上限是太陽的150倍。儘管在統計上應該有少數的幾顆，但它使用哈伯太空望遠鏡觀察了圓拱星團中近一千顆的恆星，都沒有發現一顆恆星的質量超過此一數值。

## 外部連結
- http://chandra.harvard.edu/photo/2001/arches/（页面存档备份，存于）
- http://www.spaceimages.com/arstarclus.html （页面存档备份，存于）